# Ophélie Longuet
Pour les articles homonymes, voir Longuet.
Ophélie Longuet, née le 14 août 1977 à Lisieux et morte le 18 juillet 2018 à Vedène, est une danseuse, chorégraphe et professeur de danse classique française.

## Biographie

### Jeunesse et formation
Originaire de Lisieux, Ophélie Longuet débute la danse classique à l'âge de cinq ans. Elle étudie avec Bernadette Vissyrias.
À quinze ans, elle intègre l'école Marius Petipa et est admise au Conservatoire national de région de Boulogne. Elle étudie avec Dominique Franchetti, Alain Davesne, Ruxandra Racovitza.
Elle est médaille d'or du Conservatoire.
À dix-huit ans, elle rejoint Cologne, en Allemagne, et y rencontre la chorégraphe roumaine Cristina Hamel.

### Carrière
De retour en France, elle intègre le Ballet de Lorraine à Nancy où elle travaille avec Karole Armitage, Carolyn Carlson, Claude Brumachon, Béatrice Massin. Elle y interprète des chorégraphies de Merce Cunningham et de José Limon.
Ophélie Longuet obtient un diplôme d'État de professeur de danse classique au Centre national de la danse de Paris et intègre l'Opéra de Nice sous la direction de Marc Ribaud. Elle y joue Cendrillon, Roméo et Juliette, Casse-noisette, Coppélia, Carmina Burana.
Elle collabore avec le Proballet de San Remo, compagnie au répertoire plus néo-classique, et y joue La Divine Comédie, Steps in the Movie, Ecce homo, Queen the Ballet, Giselle et Coppélia.
Elle participe au festival d'opérette de la ville de Nice, sous la houlette du chorégraphe Serge Manguette, puis à Coppélia, suite en blanc à l'Opéra de Nice sous la direction d'Éric Vu-An.
L'année 2013 voit la création de l'association Danse & compagnie et la naissance d'Accords dansés avec Thierry Trinari et Sébastien Driant, dont le spectacle se déroule au conservatoire de Nice.
Elle est soliste dans Russalka à l'Opéra de Monte-Carlo.
Ophélie Longuet est professeur de danse classique à l'école Serge Alzetta pour les élèves en formation professionnelle et pour les enfants débutants.
À l'occasion de la journée de la femme, le 8 mars 2018, elle est l'auteure de la chorégraphie de Ama, un court métrage de 6 min 36 s, performance de danse subaquatique de Julie Gautier,.

### Décès
Ophélie Longuet trouve la mort dans un accident de la circulation qui fait 3 morts. Il survient le 18 juillet 2018 sur l'autoroute A7, à hauteur de Vedène. L'accident est provoqué par l'éclatement d'un pneumatique de poids-lourd qui chavire ce poids-lourd sur le terre-plein central et les voies de circulation en sens inverse,,. Son décès provoque une vive émotion dans le monde de la danse, et à Nice où elle exerçait son métier.
Les obsèques d'Ophélie ont lieu en la cathédrale Saint-Pierre de Lisieux, le 25 juillet 2018, suivie de l'inhumation au cimetière de Hermival-les-Vaux. Le même jour, en soirée, l'aumônier des artistes Yves Marie Lequin organise une cérémonie pour Ophélie Longuet en l'église Saint-Pierre-d'Arène de Nice.